# Megasternum posticatum
Megasternum posticatum är en skalbaggsart som först beskrevs av Mannerheim 1852.  Megasternum posticatum ingår i släktet Megasternum och familjen palpbaggar. Inga underarter finns listade i Catalogue of Life.